# 12776 Рейнольдс
12776 Рейнольдс (12776 Reynolds) — астероїд головного поясу, відкритий 12 серпня 1994 року.
Тіссеранів параметр щодо Юпітера — 3,429.
Названо на честь Осборна Рейнольдса (англ. Osborne Reynolds, 1842 — 1912) — англійського інженера і фізика.